# Brevicornu grandicaudum
Brevicornu grandicaudum är en tvåvingeart som beskrevs av Wu 2003. Brevicornu grandicaudum ingår i släktet Brevicornu och familjen svampmyggor. Inga underarter finns listade i Catalogue of Life.